# Los invisibles
Los invisibles é um filme de comédia mexicano dirigido por Jaime Salvador e produzido por Roberto Gómez Bolaños. Lançado em 1963, foi protagonizado pela dupla humorística Marco Antonio Campos e Gaspar Henaine.

## Elenco
- Marco Antonio Campos - Viruta
- Gaspar Henaine - Capulina
- Martha Elena Cervantes - Susana
- Rosa María Gallardo - Patricia
- Roberto Gómez Bolaños